# Antipsihotic tipic
Antipsihoticele tipice sau clasice sunt o clasă de medicamente antipsihotice care au fost dezvoltate în jurul anilor 1950 pentru a fi utilizate în tratamentul psihozelor (în special al schizofreniei). Mai sunt uneori indicate în mania acută și în agitație. Prima subclasă de antipsihotice atipice au fost fenotiazinele, cu primul reprezentat denumit clorpromazină (a fost descoperit din întâmplare). Ulterior au fost descoperite și: butirofenonele, difenilbutilpiperidinele și tioxantenele.
Spre deosebire de antipsihoticele atipice (generația mai nouă de antipsihotice), cele tipice prezintă un risc mai mare de a induce reacții adverse extrapiramidale, precum sunt: parkinsonismul (rigiditatea musculară), akatizia, diskinezia tardivă, etc.

## Exemple

### Fenotiazine
- Clorpromazină
- Levomepromazină
- Flufenazină
- Periciazină
- Perfenazină
- Pipotiazină
- Proclorperazină
- Promazină
- Tiopropazat
- Tioridazină
- Trifluoperazină

### Butirofenone
- Benperidol
- Bromperidol
- Droperidol
- Haloperidol
- Pipamperonă
- Trifluperidol

### Difenilbutilpiperidine
- Fluspirilen
- Penfluridol
- Pimozidă

### Tioxantene
- Clopentixol
- Clorprotixen
- Flupentixol
- Tiotixen
- Zuclopentixol